# HC Baník Sokolov
HC Baník Sokolov – czeski klub hokeja na lodzie z siedzibą w Sokolovie.

## Historia
Chronologia nazw
- 1945 – SK FHD Dolní Rychnov (Sportovní klub Falknovských hnědouhelných dolů Dolní Rychnov)
- 1948 – TJ HDB Sokolov (Tělovýchovná jednota Hnědouhelných dolů a briketáren Sokolov)
- 1953 – TJ Baník Sokolov (Tělovýchovná jednota Baník Sokolov)
- 1991 – HC Baník CHZ Sokolov (Hockey Club Baník Chemické závody Sokolov)
- 2002 – HC Baník Sokolov (Hockey Club Baník Sokolov)